# Kaduna North
Kaduna North è una delle ventitré aree a governo locale (local government areas) in cui è suddiviso lo stato di Kaduna, in Nigeria. Estesa su una superficie di 72 chilometri quadrati, conta una popolazione di 357.694 abitanti.